# Maksimir Stadion
A Maksimir Stadion egy stadion Horvátország fővárosában, Zágrábban, a város keleti részén, a Maksimir parkkal átellenben. Itt játssza hazai mérkőzéseit az ország egyik legkedveltebb csapata, a GNK Dinamo Zagreb.

## Története
A Maksimir-rét és a mellette fekvő kukoricatábla focipályává történő átalakítására 1911 késő őszén kezdődtek meg az előkészületek. 1912 januárjában a HAŠK Zagreb labdarúgóklub rendkívüli ülésén elfogadták az előzetes terveket és jóváhagyták az építési költségeket. A terveket Branko Domac készítette, aki felmérte a terepet és felügyelte az építkezést. A földmunka 1912. február 1-jén kezdődött, és 1912. május 5-én már le is játszották az első mérkőzést. Később a stadion egy fából épült tribünnel és egy atlétikai pályával bővült. 1946 után a fatribünt a Kranjčevićeva stadionba helyezték át. 1948 után épült meg az első épület, egy töltés állóhelyek számára, és a nyugati oldalon egy kis tribün. A lelátók építését 1952-ben kezdték meg, a tervezők Vladimir Turina, Eugen Ehrlich és Franjo Neidhardt voltak. 1954-ben elkészült az atlétikai pálya és a nyugati lelátó. Az északi lelátót 1955-ben építették, majd a nyugati bejárat, a pénztár, a nyugati WC és a stadion körüli drótkerítés következett. 1961-ben beszerelték a világítást és megépítették a keleti lelátót, amely egyúttal a szomszédos Hitrec – Kacian stadion nyugati lelátóját is képezte. A déli lelátó építése 1964 és 1969 között történt. 1974-ben új világítást vezettek be. A nyugati és keleti lelátókon található helyek megépítése előtt a stadion befogadóképessége 64 000 néző volt. A stadion teljes felújítása 1998-ban kezdődött.
1997 őszén a keleti és a déli lelátón ülőhelyeket létesítettek. Az egy évvel később elvégzett átalakítás alkalmával a régi északi lelátót lebontották. Új és kényelmesebb, 10 965 férőhelyes tribün épült a helyén. Az új északi lelátó látványát egy 15 000 négyzetméteres, 200 méter hosszú, üvegezett épület is emeli, amelynek üzlethelyiségei a Maksimirska útra néznek. A felújítás során lebontották a keleti lelátót is. Mindezzel az UEFA előírásainak tettek eleget, amely szerint a stadionokban kizárólag ülőhelyek lehetnek. 1999 augusztusában, a 2. katonai világjátékok megnyitásának előestéjén befejeződött a nyugati lelátó felújítása 12 600 férőhellyel, az emeleti részen pedig 718 VIP hellyel. Ezzel a tervezett munkák nagy részét, mintegy 80% -át befejezték. Ezzel a stadion jelenlegi befogadóképessége alig több mint 35 000 férőhely lett. Annak érdekében, hogy a lelátón lévő nézők a lehető legkényelmesebbnek érezzék magukat új, a klub kék színeit idéző székeket helyeztek el a lelátókon. 
2011 nyarán a stadion újabb alapos felújításon esett át. Minden helyet kicseréltek, új vízelvezető és fűtési rendszert alakítottak ki. Új kispadokat építettek az edzők és a tartalék játékosok számára. Újságíró helyeket, VIP páholyokat alakítottak ki és akadálymentesítést végeztek a mozgáskorlátozottak számára. Az atlétikai pályát kék műfűvel borították, a lelátó alatti falakat pedig kék vászonnal borították be.

## Jövőbeni tervek
A felújítás utolsó szakaszában el kell végezni a játéktér szintjének süllyesztését, az atlétikai pálya helyén kialakítandó nézőtér gyűrűjével 16 000 új ülőhely kialakítását, és a déli lelátó korszerűsítésével a stadion kapacitását 60 000 kényelmes ülőhelyre kell emelni. A munkálatok befejezése után a Maksimir stadionnak Európa hasonló épületeinek példáját követve kizárólag futballpályává kell válnia, amely lehetővé tenné a jelöltséget az európai kupák döntőinek megrendezésére. Ezen felül a déli lelátó alatt kialakítandó új térben tervezi elhelyezni a klubvezetés helyiségeit, az ún. „Kék Szalont”, ahol a klub trófeái és történelmi ereklyéi lennének elhelyezve. Itt kerülnek kialakításra Dinamo futballiskola helyiségei, az öltözők, edzői szobák, egy sportcsarnok és tornaterem, orvosi rendelő, egy étterem és egy 46 ágyas luxus A-kategóriás szálloda, amelynek a jövőben vendég csapatokat kel fogadnia. Különös jelentőséggel bír a nyugati és az északi lelátót összekötő új épület. Ezzel a klub teljesíti az UEFA összes követelményét a Bajnokok Ligája-mérkőzések és egyéb nagy nemzetközi események lebonyolításához. A Maksimir stadionnak ily módon a futball egyik legjobban felszerelt „szentélyévé” kell válnia Európának ezen részén, de sajnos ettől még messze van ...
A stadion mai teljes befogadóképessége 37 168 fő. Nemcsak a Dinamo, hanem a horvát labdarúgó-válogatott is itt játssza hazai mérkőzései egy részét. A nagyobb mérkőzésekért azonban harcban áll a Poljuddal.

## Fordítás
Ez a szócikk részben vagy egészben  a   Stadion Maksimir című horvát Wikipédia-szócikk ezen változatának fordításán alapul.  Az eredeti cikk szerkesztőit annak laptörténete sorolja fel. Ez a jelzés csupán a megfogalmazás eredetét és a szerzői jogokat jelzi, nem szolgál a cikkben szereplő információk forrásmegjelöléseként.